# Брер
Брер (фр. Brères) насеље је и општина у источној Француској у региону Франш-Конте, у департману Ду која припада префектури Безансон.
По подацима из 2011. године у општини је живело 41 становника, а густина насељености је износила 19,07 становника/km². Општина се простире на површини од 2,15 km². Налази се на средњој надморској висини од 260 метара (максималној 298 m, а минималној 254 m).

## Демографија
| 1962. | 1968. | 1975. | 1982. | 1990. | 1999. | 2011. |
| ----- | ----- | ----- | ----- | ----- | ----- | ----- |
| 30    | 32    | 26    | 24    | 28    | 35    | 41    |

График промене броја становника у току последњих година